# 塩田周三
塩田 周三（しおた しゅうぞう、1967年9月24日 - ）は日本の実業家。兵庫県出身。

## 来歴
6歳の時に家族と共にアメリカ合衆国に渡り、以降9年間をカリフォルニアで過ごす。
兵庫県の六甲高等学校卒。上智大学法学部国際関係法学科卒業。
上智大学卒業後、1991年に新日本製鐵に入社。1996年に同社退社。
ビジネス・コンサルタントを経て1997年にドリーム・ピクチュアズ・スタジオ（DPS）の立上げに参画。
1999年3月からポリゴン・ピクチュアズに転進。制作部長を経て2003年6月に同社代表取締役社長就任
。
Prix Ars Electronica（オーストリアで開催）及びSIGGRAPH（米国で開催）で日本人初の部門審査員に選定される他、Annecy International Animation Film Festival、学生CGコンテスト、デジタルクリエイターズコンペティション、TBSデジコン6等、国内外の審査員を歴任する。08年米アニメーション専門誌「『Animation Magazine』が選ぶ「25 Toon Titans of Asia」の一人に選ばれた。2016年にはWIRED Audi Innovation Award 2016を受賞。また2012年に『超ロボット生命体 トランスフォーマー プライム』のエグゼクティブ・プロデューサーとして第39回デイタイム・エミー賞 アニメーション番組特別部門最優秀賞を受賞した。更に2017年にもエグゼクティブ・プロデューサーとしてアニメ『Lost in Oz: Extended Adventure』で、第44回デイタイム・エミー賞の子供向けアニメーション番組部門最優秀賞を受賞する。

## フィルモグラフィ

### テレビシリーズ
- 『スター・ウォーズ クローン・ウォーズ』（2008年～2020年） - エグゼクティブ・プロデューサー
- 『トランスフォーマー プライム』（2010年～2013年） - エグゼクティブ・プロデューサー
- 『トロン：ライジング』（2012年） - エグゼクティブ・プロデューサー
- 『シドニアの騎士』（2014年） - エグゼクティブ・プロデューサー
- 『トランスフォーマー アドベンチャー』（2015年～2017年） - エグゼクティブ・プロデューサー
- 『亜人』（2016年） - エグゼクティブ・プロデューサー
- 『Lost in Oz: Extended Adventure』（2017年） - エグゼクティブ・プロデューサー
- 『スター・ウォーズ レジスタンス』（2018年～2020年） - エグゼクティブ・プロデューサー

### 映画
- 『BLAME!』（2017年） - エグゼクティブ・プロデューサー
- 『GODZILLA 怪獣惑星』（2017年） - エグゼクティブ・プロデューサー
- 『Human Lost 人間失格』（2019年） - エグゼクティブ・プロデューサー

## 受賞歴
- 第39回デイタイム・エミー賞 アニメーション番組特別部門最優秀賞（2012年）

```
 『超ロボット生命体 トランスフォーマー プライム』のエグゼクティブ・プロデューサーとして受賞。
[
3
]
```

- WIRED Audi Innovation Award 2016（2016年）

```
 日本版『WIRED』誌とAudiによるイノベーションを称える賞を受賞。
[
4
]
```

- 第44回デイタイム・エミー賞 子供向けアニメーション番組部門最優秀賞（2017年）

```
 『Lost in Oz: Extended Adventure』のエグゼクティブ・プロデューサーとして受賞。
[
5
]
```

- 第25回文化庁メディア芸術祭 功労賞（2022年）

```
 日本のメディア芸術の発展に寄与した功績が認められた。
[
6
]
```

- Animation Magazine Hall of Fame Award（2023年）

```
 アメリカのアニメーション専門誌『Animation Magazine』から殿堂入りとして表彰された。
[
7
]
```

## 業界での活動
- TEDxKyoto 2015 スピーカー

```
 2015年11月8日に開催されたTEDxKyoto 2015にて、「アニメーション制作の改革―効率性が創造性を刺激する」というテーマで講演を行った。
[
8
]
```

- SIGGRAPH Asia 2021 カンファレンス・チェア

```
 2021年12月に開催されたSIGGRAPH Asia 2021にて、カンファレンス・チェアを務めた。
[
6
]
```

- THU Japanのプロデューサー

```
 クリエイティブ・カンファレンス「
Trojan Horse was a Unicorn（THU）
」の日本開催に向けて、プロデューサーとして指揮をとる
[
要出典
]
。
```